# Ashley Battle
Ashley Michelle Battle (Pittsburgh, 31 maggio 1982) è un'ex cestista e allenatrice di pallacanestro statunitense, professionista nella WNBA.

## Carriera
È stata selezionata dalle Seattle Storm al secondo giro del Draft WNBA 2005 (25ª scelta assoluta).

## Palmarès
- 3 volte campionessa NCAA (2002, 2003, 2004)